# Cratere Kamerlingh Onnes
Kamerlingh Onnes è un cratere lunare di 70,03 km situato nella parte nord-orientale della faccia nascosta della Luna.